# ژولین بائن
ژولین بائن (فرانسوی: Julien Bahain‎؛ زادهٔ ۲۰ آوریل ۱۹۸۶) قایقران روئینگ اهل فرانسه است.